# Jits Van Belle
Jits Van Belle (27 mei 1976) is een Vlaamse actrice die bekendheid verwierf door haar rol in de Eén-televisieserie Halleluja!. Naast deze opgemerkte rol heeft Van Belle ook in andere prominente Belgische televisieseries en films geacteerd, waaronder "Aanrijding in Moscou". Haar acteerwerk is niet alleen beperkt tot televisie; ze heeft ook bijgedragen aan theaterproducties, waarmee ze haar veelzijdigheid als actrice bewijst.

## Televisie
- Chantal - Maria "Mande" Dekker (2025)
- Echte Verhalen: De Buurtpolitie - Becky Bosmans (2023)
- Boomer - Linda (2023)
- Geldwolven - Bea Desmaele (2022)
- F.C. De Kampioenen 4: Viva Boma! - meisje van de Pussycat (2019)
- Gevoel voor tumor - Conny (2018)
- De regel van 3S - Kathy Kriekels (2017-2019)
- Familie - Robyn Versteven (2017-2021)[1]
- Wat mannen willen - Nathalie (2015)
- Recht op recht  - Juf Stefie 2015
- F.C. De Kampioenen 2: Jubilee General - meisje in de Pussycat (2015)
- Nieuw Texas – Irena (2015)
- Marsman – Marianne (2014)
- Aspe – Anna Claes (2014)
- In Vlaamse velden - voorbijgangster (2014)
- Binnenstebuiten - Myriam (2013)
- De Kotmadam - kleedster (2013)
- Danni Lowinski - Siska (2013)
- De Kotmadam - mama (2013)
- Hoe kan ik u helpen (korte film) – kassierster Nadine (2012)
- Plop wordt Kabouterkoning – luisterdame (2012)
- Ella – Carmen Thys (2010-2011)
- Anneliezen - Veerle (2010)
- Sinteressante dingen – juffrouw Cool (2010)
- Aanrijding in Moscou – Nicky (2008)
- En daarmee basta! - Miranda (2007)
- Verschoten & Zoon - Claudine (2007)
- Emma – Barbara 'Babs' Vandecotte (2007)
- Halleluja! – Sophie (2005 & 2008)
- Oekanda – Laura (2005)
- Team Spirit - de serie II – bakkersvrouw (2005)
- Rupel – Ria Smets (2004)
- Sedes & Belli – Mia Caulier (2004)
- Dennis - Anneleentje (2003)
- Alexander - Vivianne (2002)
- Recht op Recht – juf Steffie (2002)
- De Kotmadam - vriendin van Hugo (2001)
- Stille Waters – klant (2001)
- De Rederijkers – als zichzelf (2001)
- De Kotmadam - klant (1999)